# Hamburg-Veddel
Die Veddel [ˈfɛdəl] ist ein Stadtteil im Bezirk Hamburg-Mitte der Freien und Hansestadt Hamburg. Sie gehört seit 1768 zu Hamburg und liegt auf den drei Elbinseln Veddel, Peute und Wilhelmsburg.

## Geografie

### Geografische Lage
Veddel liegt südöstlich der Hamburger Innenstadt und wird von ihr durch die breite Norderelbe getrennt. Der Stadtteil umfasst den Ostteil der Insel Veddel östlich der Bahnlinie von Hamburg-Hauptbahnhof nach Hamburg-Harburg sowie die Peute, ebenfalls eine Insel im Stromgebiet der Elbe. Ein kleiner Streifen am Nordrand der Insel Wilhelmsburg gehört ebenfalls zum Stadtteil Veddel. Westlich der Veddel erstreckt sich das Gebiet des Hamburger Hafens.

### Gliederung des Stadtteils
Das alte Ortszentrum um den Veddeler Markt im Norden der Veddel wird heute von der Autobahn-Anschlussstelle Hamburg-Veddel und dem gleichnamigen Zollamt, das inzwischen aufgegeben wurde, eingenommen. Zwischen der Eisenbahnstrecke, die den Stadtteil nach Westen begrenzt, und der Autobahn 255 liegt ein schmales und dicht bebautes Wohnquartier; der Rest des Stadtteils besteht aus Industrie- und Gewerbegebieten.
Die heute existierende Wohnsiedlung entstand in den 1920er-Jahren als eines der ersten kommunalen Kleinwohnungs-Bauprojekte in Hamburg. Ein Großteil hatte nur zwei und viele nur 1½-Zimmer, und in einer Häuserzeile an der Veddeler Brückenstraße gab es keine Badezimmer in den Wohnungen. Nur ein Komplex erhielt eine Versorgung mit warmem Wasser und wird deshalb bis heute „Warmwasserblock“ genannt. Vorher hatte an dieser Stelle eine Siedlung mit kleinen Häusern gestanden, die von dem Hamburger Reeder Sloman errichtet worden war. Das Baugelände gehörte der Stadt, während lokale gemeinnützige Baugenossenschaften als Bauherren auftraten. Der Hamburgische Oberbaudirektor Fritz Schumacher gab die einheitliche Gestaltung der Häuser mit roten Ziegelfassaden und flachen Dächern vor. Die einzelnen Baublöcke, die sich um einen zentralen Platz mit Schule gruppieren, wurden nach Plänen verschiedener Hamburger Architekten errichtet. Die Siedlung war die erste aus Mitteln der sogenannten Hauszinssteuer subventionierten Wohnsiedlung in Hamburg, ein frühes Beispiel für städtischen Wohnungsbau mit sozialpolitischer Zielsetzung.

### Benachbarte Stadtteile
An die Veddel grenzt im Norden und Osten, jenseits der Norderelbe der Hamburger Stadtteil Rothenburgsort und im Süden Wilhelmsburg. Im Westen liegt der Stadtteil Kleiner Grasbrook.

## Geschichte

Elbbrücke 1887

Der Ursprung des Namens Veddel wird in einer Ableitung des niederdeutschen Begriffs Wede vermutet, der ein bewaldetes Weideland bezeichnete. Tatsächlich war die Veddel lange Jahre Weideland, auf dem vorwiegend Milchwirtschaft betrieben worden ist. Auf der Elbkarte von Melchior Lorichs aus dem Jahr 1568 (heute im Hamburgischen Staatsarchiv) findet sich der Name Veddel für eine Elbinsel zum ersten Mal. Die Veddel kam 1768 durch den Gottorper Vertrag zu Hamburg.
Nach der Anlage des Freihafens wurde der westliche Teil der Veddel, die Insel „Große Veddel“, zum Hafengebiet. Die Insel „Kleine Veddel“ wurde aufgehöht und zum Wohngebiet. Bis 1885 entstanden eine ganze Reihe von Wohnbauten.
Mit der Einweihung der Hamburger Elbbrücken 1887 gab es eine feste Straßenverbindung in die Innenstadt.

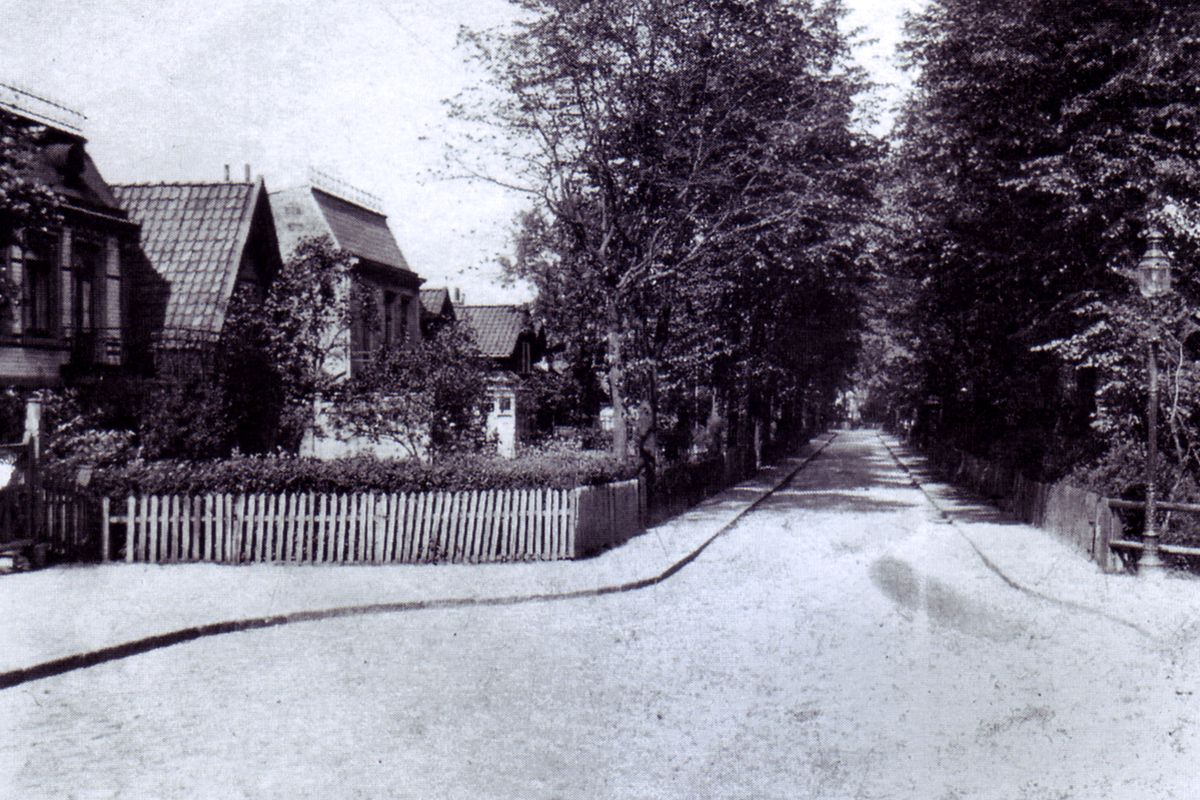
Slomansiedlung um 1900

Eine von Kaufleuten gegründete gemeinnützige Wohnungsbaugesellschaft kaufte am 5. Juli 1878 von der Stadt zu einem geringen Preis ein Gelände, auf dem Hamburgs erste Arbeitersiedlung in Form einer Gartenstadt errichtet wurde. Sie bestand aus kleinen Einzelhäusern. Benannt wurde sie nach ihrem Initiator, dem Reeder Robert Miles Sloman jr., Sohn von Robert Miles Sloman, Slomansiedlung. Mit dieser Initiative sollte durch Verbesserung der Lebensbedingungen der Arbeiter das Erstarken der Sozialdemokratie aufgehalten werden. Weitere Arbeitersiedlungen entstanden zur Kompensation des Abrisses des Kehrwieder- und des Wandrahmviertels zugunsten des Baus der Speicherstadt in den 1890er-Jahren.
1928 wurde diese Siedlung nach Planung des Oberbaudirektors Fritz Schumacher durch straßenlange Backsteinbauten ersetzt, die noch heute den Stadtteil prägen.
Am 13. September 1944 wurden, nachdem dort zuvor übergangsweise 1500 weibliche Gefangene untergebracht waren, 2000 Häftlinge des KZ Neuengamme in das Außenlager Hamburg-Veddel (Dessauer Ufer) gebracht. Sie waren zuvor im Stammlager Neuengamme zur Zwangsarbeit ausgewählt worden und mussten im Rahmen des Geilenberg-Programms vom Außenlager aus zur Sicherung der zerstörten Mineralölindustrie Bau- und Aufräumungsarbeiten bei den Wasserwerken, Brauereien, Mineralölunternehmen und bei der Reichsbahn verrichten.
Der im Stile der Gründerzeit errichtete Nordteil der Veddel ging größtenteils im Zweiten Weltkrieg, vor allem in der Operation Gomorrha verloren. Die stehengebliebenen Reste wurden zur Errichtung von Straßen und einem Zollamt abgerissen.

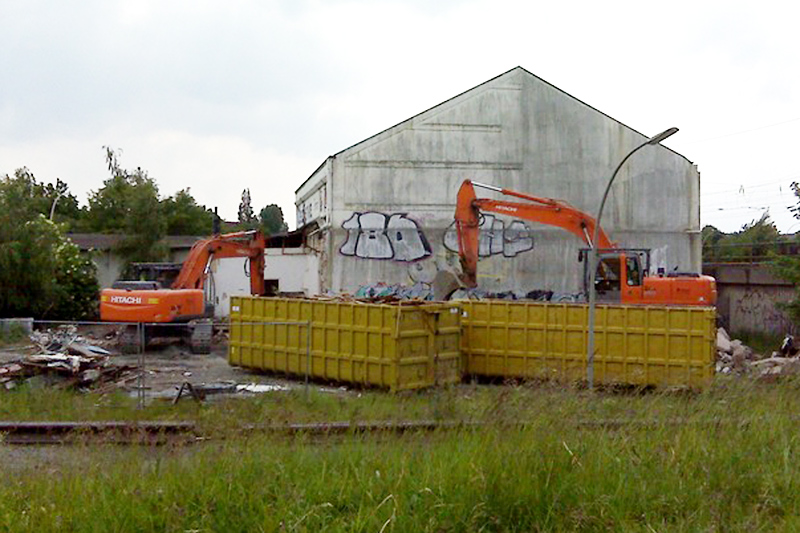
Bagger reißen am 26. Mai 2009 den Ballsaal auf der Veddel ab

Das einzige aus dieser Zeit erhaltene Gebäude war ein alter Ballsaal, der vom Hamburger Denkmalverein als „bedrohtes Denkmal“ geführt wurde. Trotz Widerstandes der Bezirksversammlung Hamburg-Mitte ließ die Hamburg Port Authority HPA das Gebäude im Mai 2009 abreißen.

### Auswandererhallen

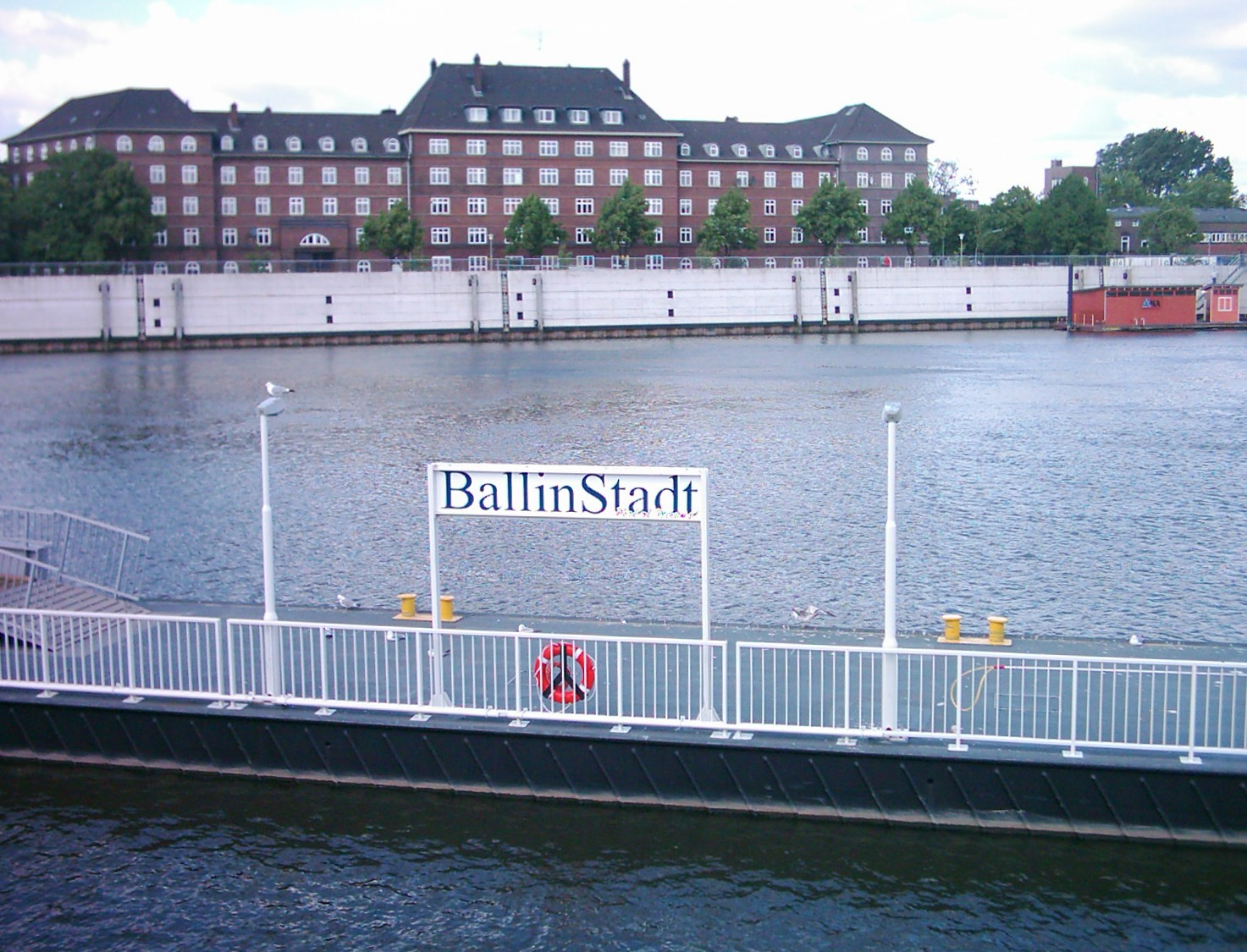
Blick über den Müggenburger Zollhafen nach Norden

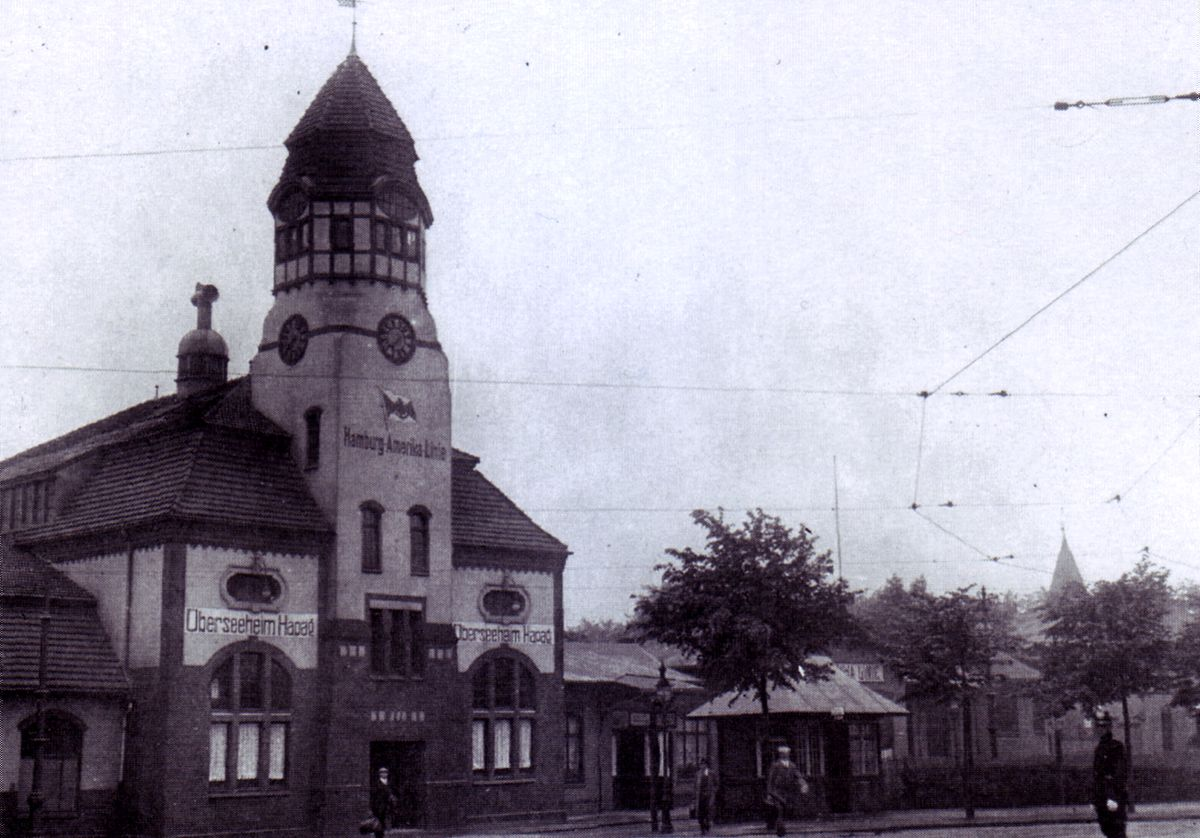
Auswandererhallen-Empfangsgebäude um 1907

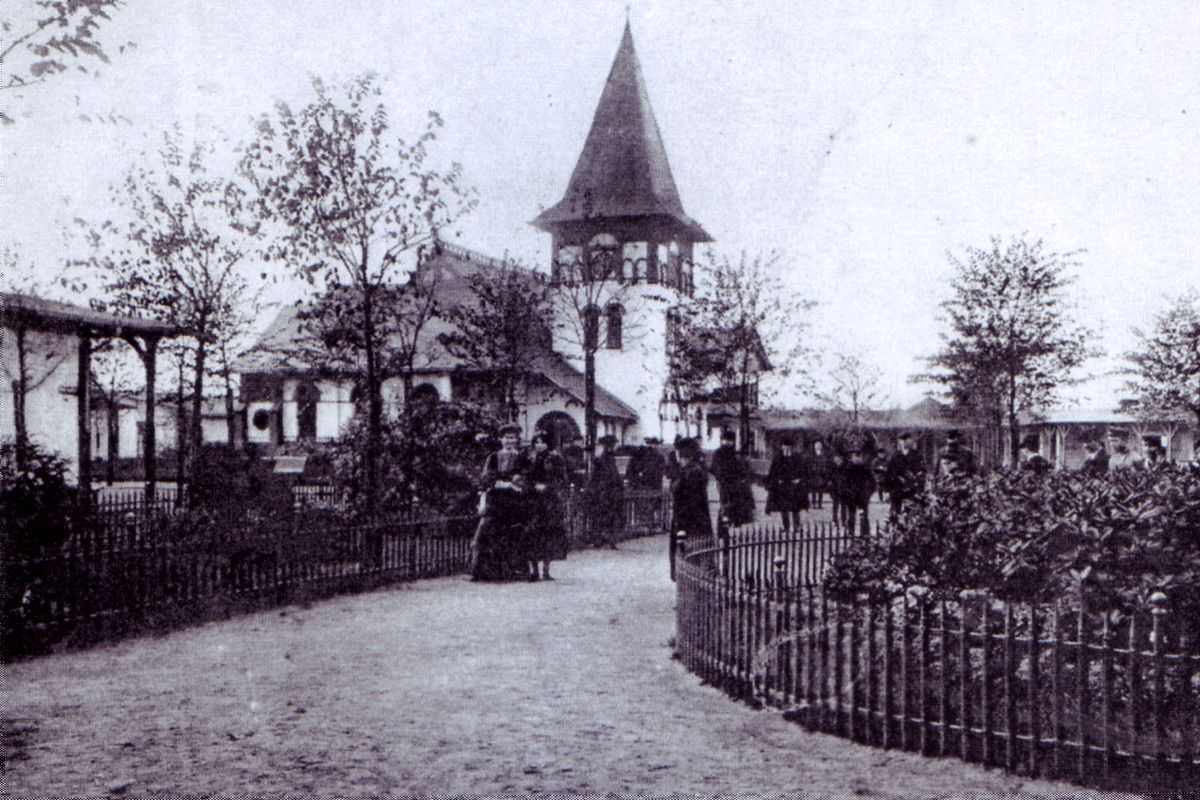
Auswandererkirche mit 2 versetzten Kirchenschiffen für katholische und evangelische Besucher

Südlich des Müggenburger Zollhafens entstanden ab 1900 die Auswandererhallen der Hamburg-Amerika Linie (Hapag). Auf gut 55.000 Quadratmetern in rund dreißig Einzelgebäuden wurden auf Initiative des Reeders Albert Ballin Schlaf- und Wohnpavillons, Speisehallen, Bäder, Kirchen und Synagogen sowie Räume für ärztliche Untersuchungen errichtet.
Jeder mit dem Zug ankommende Auswanderer musste sich hier einer Personalienkontrolle und einer ersten Gesundheitsuntersuchung unterziehen. Um das Ausbrechen von Krankheiten auf den Schiffen zu verhindern, blieben Auswanderer dort bis zu 14 Tage in Quarantäne, bevor sie auf die Schiffe gehen durften. Durch diese Maßnahme sorgte die HAPAG auch dafür, dass mittellose Auswanderer nicht in die Stadt gelangen konnten. Zum anderen waren die unerfahrenen Emigranten so davor geschützt, überteuerte und unnütze Ware aufgeschwatzt zu bekommen.
Dieses weitab vom Stadtzentrum gelegene Quartier galt zur damaligen Zeit als Vorbild an Sauberkeit und Effektivität. Aufenthalt, Unterkunft und Verpflegung waren im Preis der Passagiertickets enthalten. Die bis dahin vorhandenen Auswandererbaracken am Amerika-Kai wurden zur Hafenerweiterung benötigt. Diesen war eine Sperrung der Hamburger Grenzen vorausgegangen, da man den russischen Auswanderern den Ausbruch der Choleraepidemie von 1892 anlastete.
Von 1934 bis 1938 dienten die Hallen der SS-Verfügungstruppe (ab 1939/40: Waffen-SS), Standarte „Germania“, als Kaserne. Das Regiment zog 1938 in die neuerbaute Heidberg-Kaserne in Langenhorn. Dieser Gebäude-Komplex wurde ab Mai 1945 als Krankenhaus genutzt, bekannt als „Heidberg-Krankenhaus“.
Die Hallen wurden später als Lager genutzt und zum Teil 1938 wegen Straßenbaus abgerissen. Die übrigen Hallen dienten im Zweiten Weltkrieg als Kriegsgefangenenlager, nach Kriegsende als Flüchtlingssammellager.
Die Kirche der Auswandererhallen diente der Veddel nach der Zerstörung der ersten Immanuelkirche als Ersatz. Sie wurde nach der Sturmflut 1962 abgebrochen.
Die einzige verbliebene Halle beherbergte zuletzt ein portugiesisches Restaurant und wurde im Frühsommer 2006 ebenfalls abgerissen. An ihrer Stelle wurde am 5. Juli 2007 unter dem Namen BallinStadt ein Auswanderermuseum eröffnet.

### Kaserne
Am Zollhafen wurde 1926 eine Unterkunft für die kasernierte Hamburger Ordnungspolizei fertiggestellt. Sie wurde seit 1935 als Horst-Wessel-Kaserne bezeichnet und war bis 1945 von der Wehrmacht belegt. Nach dem Zweiten Weltkrieg wurde sie teilweise noch von der Hamburger Polizei genutzt. Heute befindet sich dort die Poliklinik Veddel.

### Sturmflut 1962
Wie das südlich an den Stadtteil grenzende Wilhelmsburg wurde auch die Veddel am 17. Februar 1962 von der verheerenden Sturmflut heimgesucht. Die Bewohner konnten sich jedoch auf den Bahndamm oder in die oberen Etagen der Häuser retten. Zwei Bewohner starben in überfluteten Kelleretagen. In den Ersatzheimen des Kleingartengebietes auf der Peute waren drei Tote zu beklagen. In den ehemaligen Auswandererhallen wurde eine der Einsatzzentralen für die Rettungsmannschaften eingerichtet; die Schule Slomanstieg bildete eines der Auffanglager.

## Statistik
(Quelle: )
- Anteil der unter 18-Jährigen: 19,1 % [Hamburger Durchschnitt: 16,8 % (2023)]
- Anteil der über 64-Jährigen: 9,2 % [Hamburger Durchschnitt: 17,8 % (2023)]
- Ausländeranteil: 47,2 % [Hamburger Durchschnitt: 20,7 % (2023)]
- Arbeitslosenquote: 10,2 % [Hamburger Durchschnitt: 6,2 % (2023)]

Das durchschnittliche Einkommen je Steuerpflichtigen beträgt auf der Veddel 21.064 Euro jährlich (2020), der Hamburger Gesamtdurchschnitt liegt bei 48.035 Euro. 
2013 gehörten 1.406 von insgesamt 2.040 Wohnungen im Stadtteil der SAGA Unternehmensgruppe, also knapp 70 Prozent.

## Politik
Für die Wahl zur Bürgerschaft gehört die Veddel zum Wahlkreis Billstedt – Wilhelmsburg – Finkenwerder.

### Wahlergebnisse
| Bürgerschaftswahl | Linke1) | SPD    | Grüne2) | CDU    | AfD    | FDP    | Übrige   |
| ----------------- | ------- | ------ | ------- | ------ | ------ | ------ | -------- |
| 2025              | 36,9 %  | 23,9 % | 13,8 %  | 06,7 % | 05,2 % | 01,1 % | 12,4 %3) |
| 2020              | 24,8 %  | 36,1 % | 21,6 %  | 01,0 % | 04,4 % | 01,2 % | 10,9 %   |
| 2015              | 22,4 %  | 37,5 % | 15,4 %  | 02,9 % | 04,4 % | 03,6 % | 13,8 %4) |
| 2011              | 15,9 %  | 42,2 % | 15,5 %  | 05,5 % | –      | 01,7 % | 19,2 %5) |
| 2008              | 10,3 %  | 53,0 % | 11,6 %  | 17,9 % | –      | 02,9 % | 04,3 %   |
| 2004              | –       | 45,3 % | 09,6 %  | 32,5 % | –      | 02,0 % | 10,6 %   |
| 2001              | 00,7 %  | 48,0 % | 06,5 %  | 16,4 % | –      | 02,2 % | 26,2 %6) |
| 1997              | 01,2 %  | 51,2 % | 07,1 %  | 21,4 % | –      | 01,6 % | 17,5 %7) |
| 1993              | –       | 52,6 % | 08,9 %  | 14,6 % | –      | 02,7 % | 21,2 %8) |
| 1991              | 00,6 %  | 58,2 % | 04,0 %  | 25,4 % | –      | 02,0 % | 09,8 %   |
| 1987              | –       | 56,7 % | 03,0 %  | 35,7 % | –      | 02,3 % | 02,3 %   |
| 1986              | –       | 58,3 % | 03,7 %  | 34,4 % | –      | 00,8 % | 02,8 %   |
| Dez. 1982         | –       | 67,8 % | 03,2 %  | 26,8 % | –      | 01,0 % | 01,2 %   |
| Juni 1982         | –       | 58,8 % | 04,2 %  | 31,4 % | –      | 02,7 % | 03,6 %   |
| 1978              | –       | 71,7 % | 01,2 %  | 23,1 % | –      | 02,2 % | 01,8 %   |
| 1974              | –       | 65,1 % | –       | 24,3 % | –      | 06,5 % | 04,1 %   |
| 1970              | –       | 72,4 % | –       | 20,5 % | –      | 03,7 % | 03,4 %   |
| 1966              | –       | 77,0 % | –       | 15,5 % | –      | 04,1 % | 03,4 %   |

1) 1991 und 1997 als PDS/Linke Liste, 2001 als PDS.

2) 1978 als Bunte Liste – Wehrt Euch, 1982 bis 2011 als GRÜNE/GAL.

3) Darunter 5,1 % für die DAVA.

4) Darunter 5,9 % für die Piratenpartei.

5) Darunter 13,1 % für die Piratenpartei.

6) Darunter 21,8 % für die Schill-Partei.

7) Darunter 7,6 % für die DVU.

8) Darunter 9,1 % für die Republikaner.

### Bezirkspolitik
Bei Bezirksversammlungswahlen gehört die Veddel zum Wahlkreis Veddel / Wilhelmsburg-Ost / Kleiner Grasbrook. Die Bezirksversammlung Hamburg-Mitte hat 2008 einen Regionalausschuss für die Stadtteile Veddel, Wilhelmsburg, Kleiner Grasbrook und Steinwerder eingesetzt.

## Kultur und Sehenswürdigkeiten

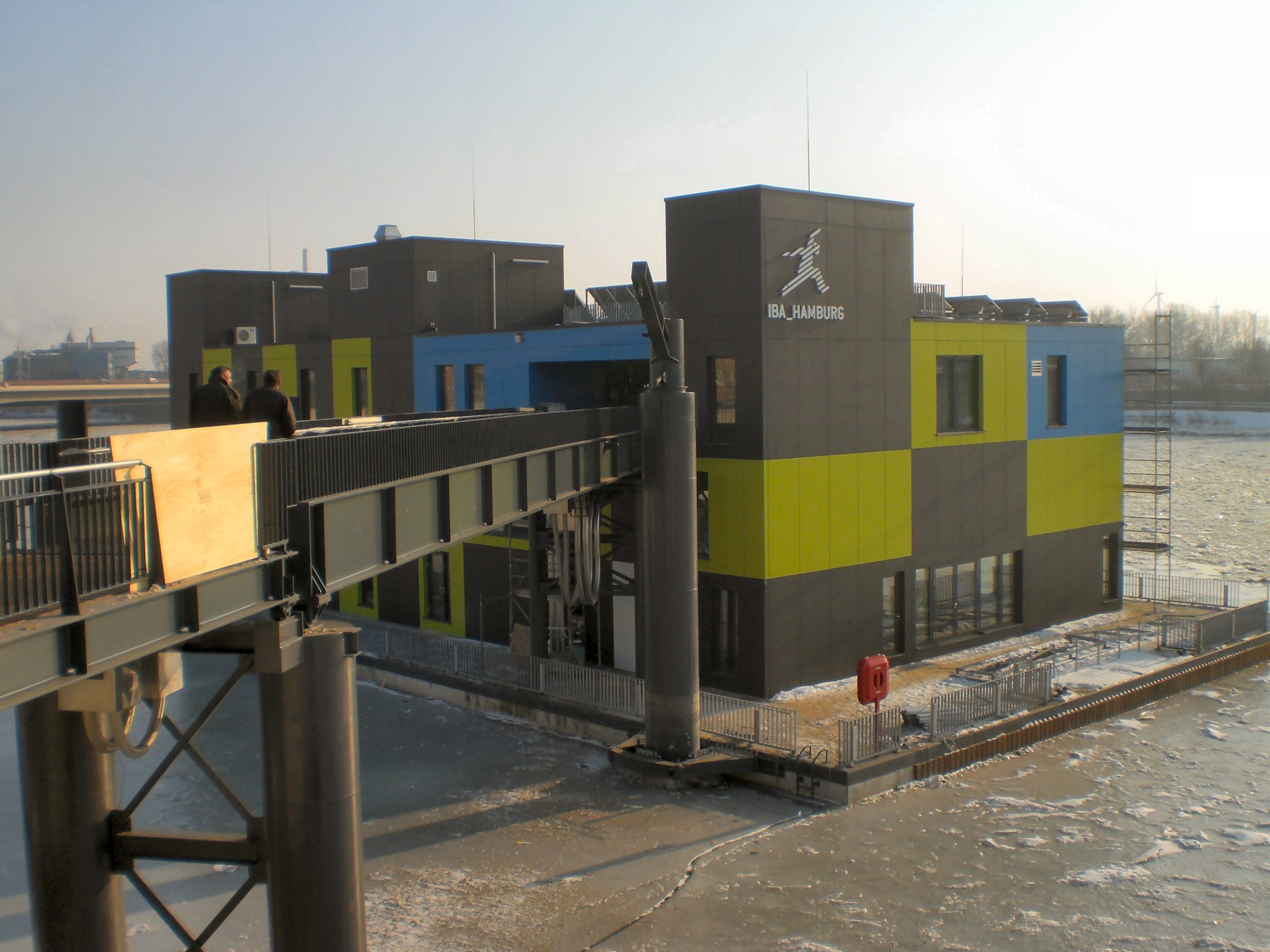
IBA-Dock

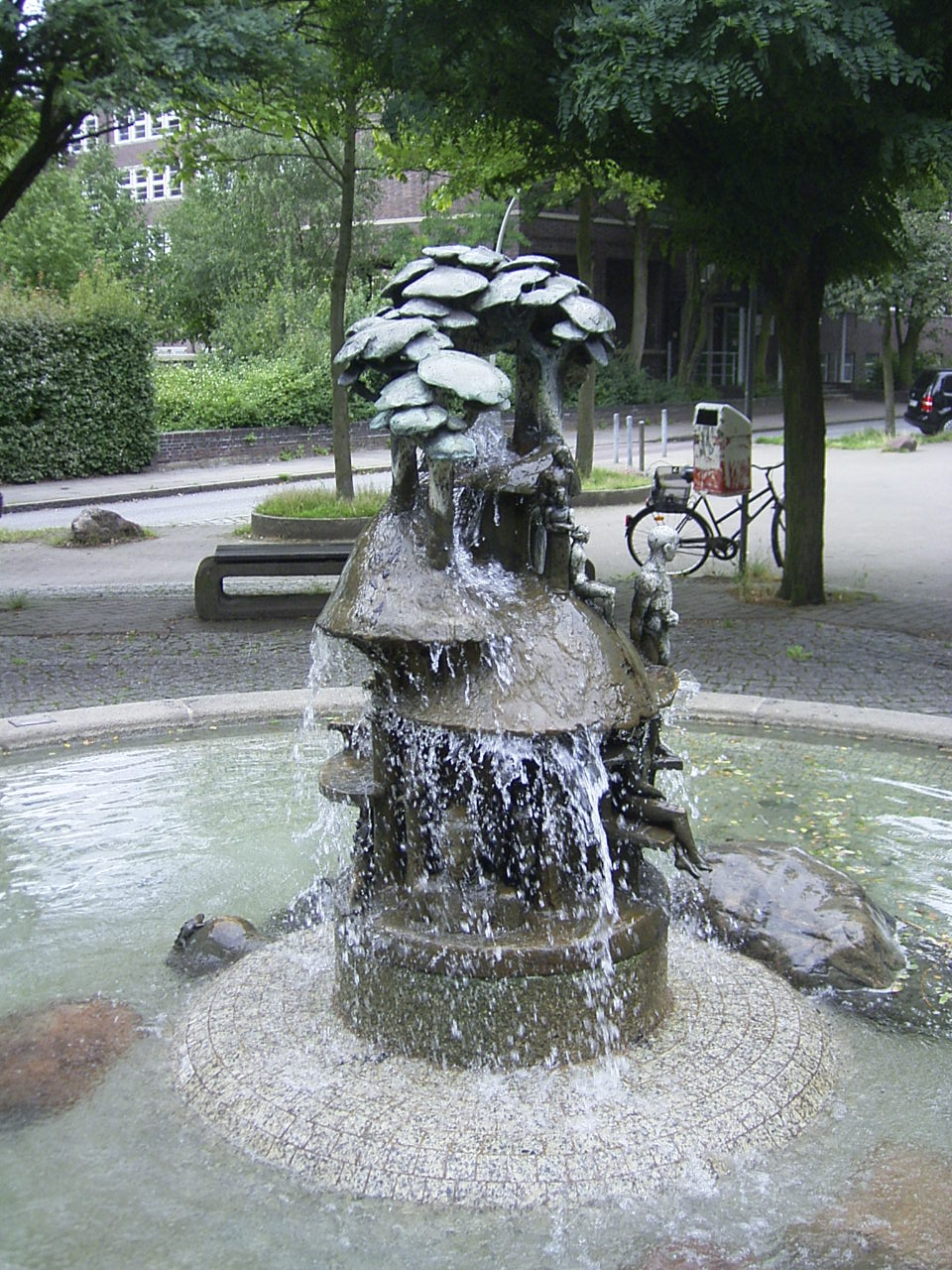
Brunnen am Veddeler Stieg

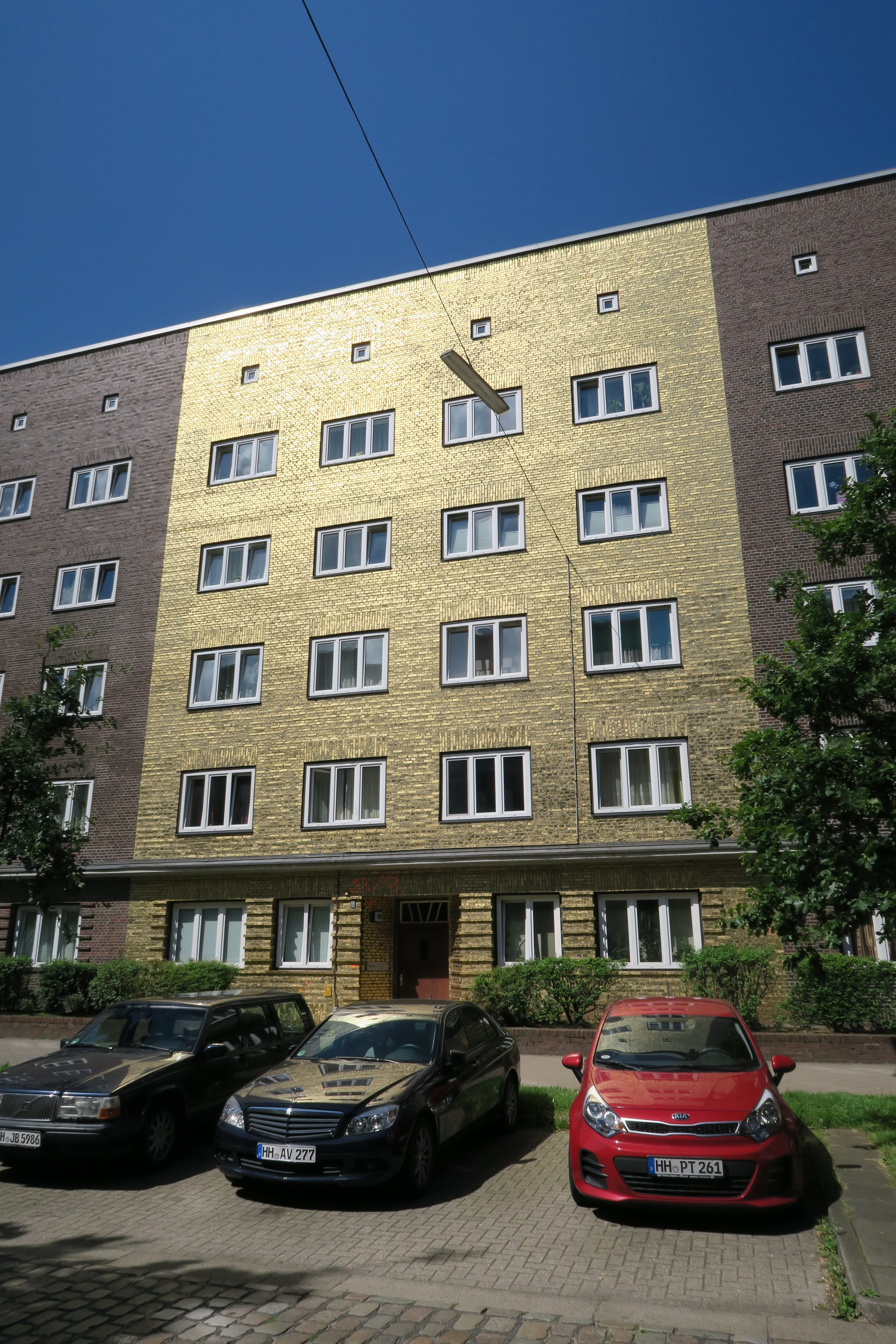
Goldhaus

### Museen
Im Süden der Veddel liegt in drei originalgetreu an derselben Stelle wieder aufgebauten Gebäuden das Auswanderermuseum BallinStadt.

### Kirchen
Die evangelisch-lutherische Immanuelkirche auf der Veddel wurde am 26. März 1905 eingeweiht, 1944 weitestgehend zerstört und in den ersten Nachkriegsjahren wieder aufgebaut.

### IBA-Dock
In Vorbereitung auf die Internationale Bauausstellung Hamburg wurde im Müggendorfer Zollhafen das IBA-Dock errichtet, das seitdem als schwimmendes Bürohaus genutzt wird.

### Brunnen am Veddeler Stieg
Im Jahr 1983 wurde der Brunnen am Veddeler Stieg der Künstlerin Doris Waschk-Balz aufgestellt.

### Bücherhalle Veddel
In einem Nebenflügel des Schulgebäudes an der Slomanstraße liegt die Bücherhalle Veddel. Sie war in den 30 Jahren die erste Freihandbücherei in Deutschland in einem Arbeiterstadtteil. Vorher hatte es nur Thekenbüchereien gegeben, weil man angenommen hatte, dass für Arbeiter die Beratung eines Bibliothekars bei der Auswahl des Lesestoffes unerlässlich sei.

### Poliklinik Veddel
Die Poliklinik Veddel ist ein soziales Stadtteil-Gesundheitszentrum. Hier gibt es eine Allgemeinarztpraxis, eine Sozial- und Gesundheitsberatung, eine kooperierende Hebammenpraxis, Psychologische Beratung, Stadtteilarbeit und Community Health Nurses.

### Goldhaus

Boran Burchhardt bei der Arbeit

Im Sommer 2017 wurde die etwa 300 m² große Fassade des Wohnhauses Veddeler Brückenstraße 152 mit Blattgold verkleidet. Die Kunstaktion „Veddel vergolden“, die mit 85.000 Euro von der Hamburger Kulturbehörde unterstützt wurde, war stark umstritten.

## Wirtschaft und Infrastruktur

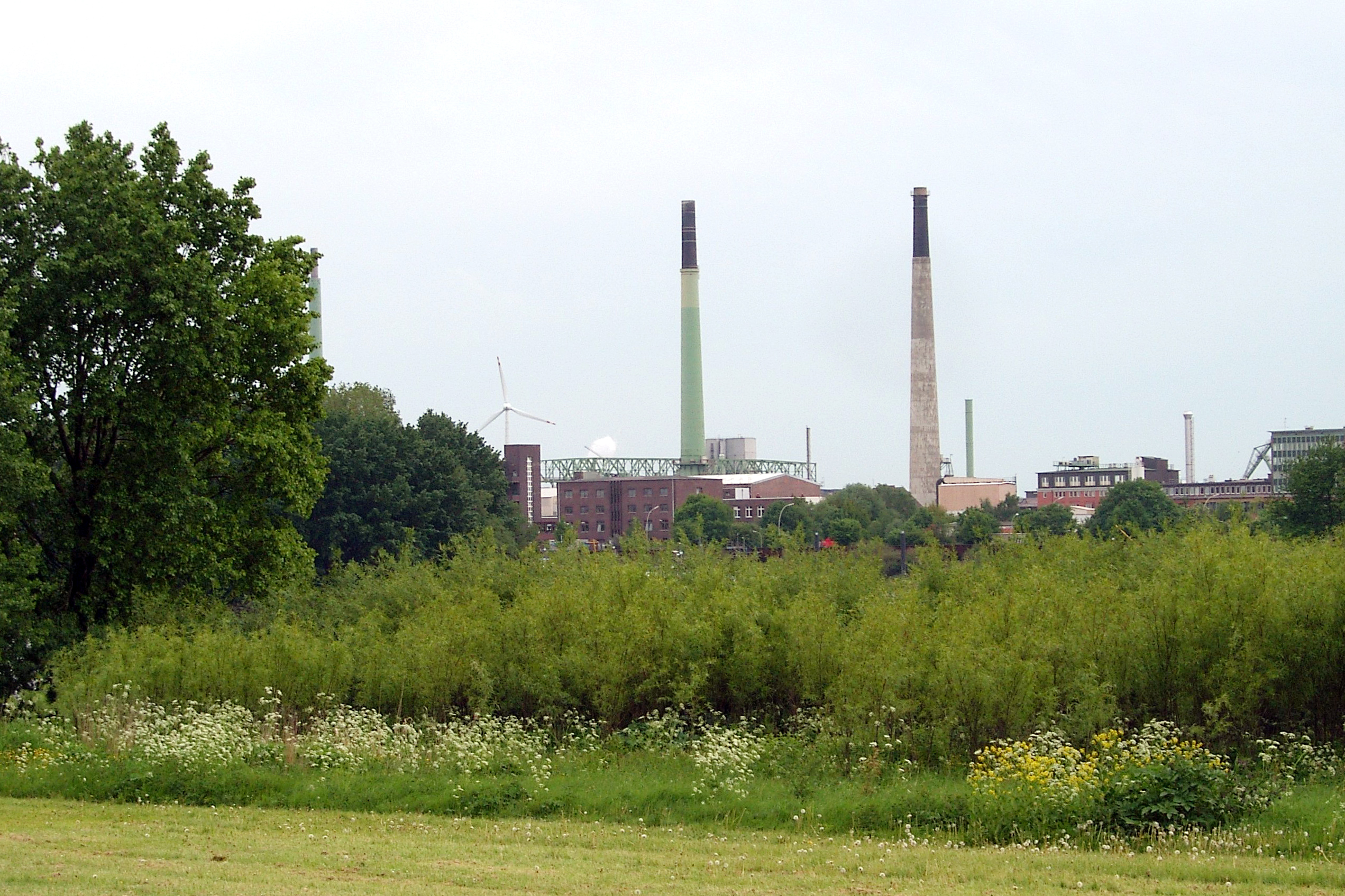
Blick von Entenwerder (zu Rothenburgsort) auf die Peute

### Ansässige Unternehmen

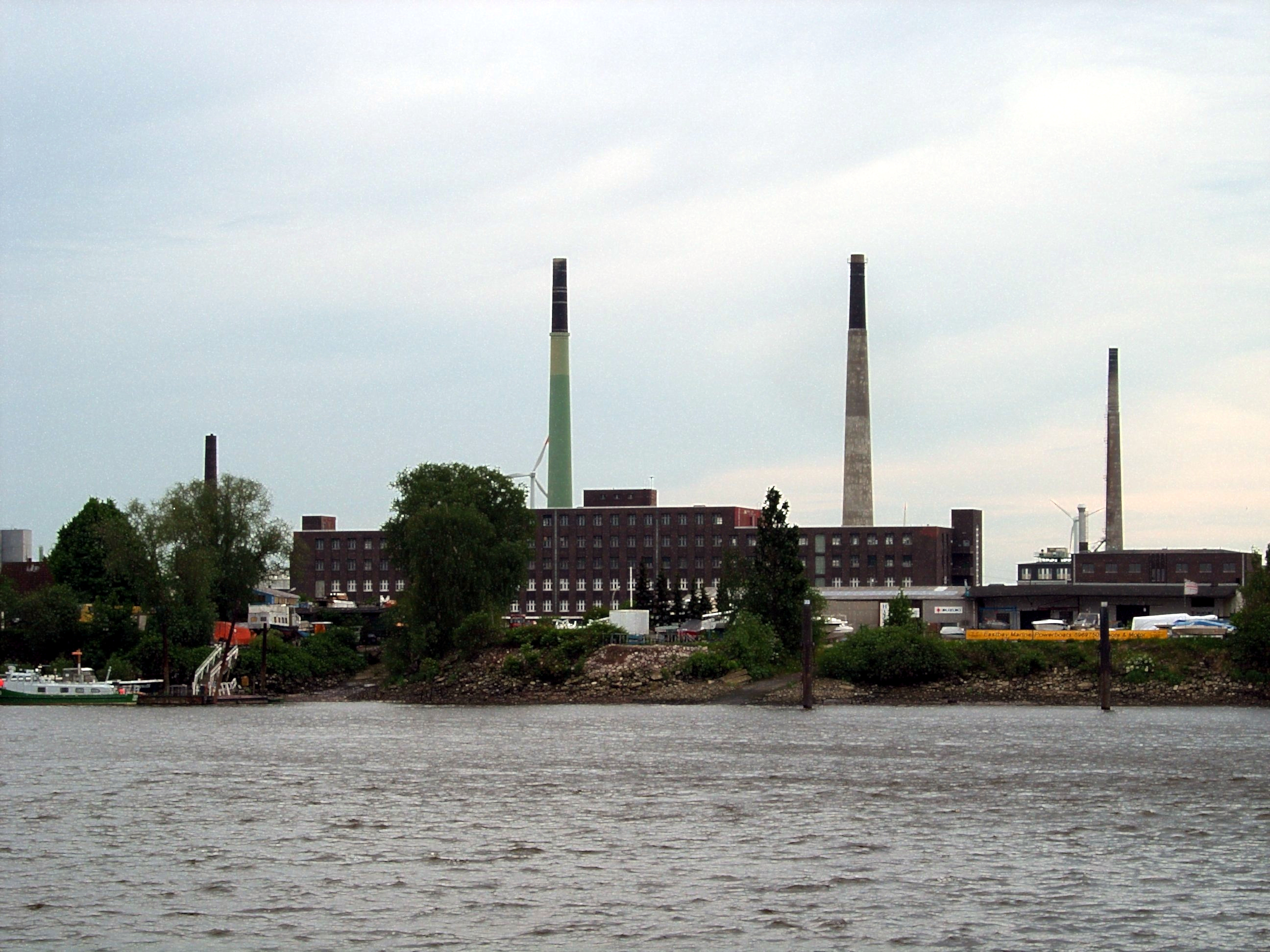
Aurubis AG auf der Peute

Auf der Peute, die seit 1884 zum Stadtteil Veddel gehört, entstand ab 1909 das Werk der Kupferhütte Norddeutsche Affinerie AG, die sich im Jahr 2009 in Aurubis AG umbenannt hat. Sie ist heute einer der größten Arbeitgeber Hamburgs. Ein weiterer wichtiger Arbeitgeber auf der Peute war das Zentrallager und Fabrikgebäude der GEG (Großeinkaufgesellschaft Deutscher Consumvereine mbH.), in den Jahren 1925 bis 1927 errichtet. Obwohl das Gebäudeensemble ein herausragendes und gut erhaltenes Zeugnis der Hamburger Industriearchitektur war, wurde der größte Teil trotz Protesten der Denkmalschützer abgerissen. Nur eines der ehemals sieben Gebäude wurde denkmalgerecht saniert und wird von der Kreativgesellschaft Hamburg vermietet.
Ein großer Chemieunfall ereignete sich 1928 auf der dicht besiedelten Peute. Auf dem Gelände der Chemiefabrik Stoltzenberg explodiert am 20. Mai ein Kessel mit verflüssigtem Phosgen-Gas. Zwölf Menschen starben.
In der Tunnelstraße befindet sich die Veddeler Fischgaststätte. Das 1932 gegründete Lokal residiert seit der Zerstörung während der Bombenangriffe im Jahre 1943 in einem 1946 erweiterten Hilfsbau. Wegen der Einrichtung des Lokales und der Zubereitung des Backfisches nach dem Originalrezept entwickelte sich das Restaurant zu einem Kultlokal, über das regelmäßig in Zeitungen und im Fernsehen berichtet wird. Im Herbst 2009 beantragte die Bezirksversammlung Hamburg-Mitte, das Lokal unter Denkmalschutz zu stellen. Die Veddeler Fischgaststätte wurde 2010 beim Wettbewerb „Historische Wirtshäuser in Deutschland“ der DEHOGA und dem Bund Heimat und Umwelt als eines von 40 Wirtshäuser in Deutschland ausgezeichnet und darf sich „Historisches Wirtshaus“ nennen.
Die Firma Delfi Cocoa Europe produziert seit 2007 auf der Veddel Kakaobutter, Kakaokuchen sowie Vorprodukte für Nougatcreme oder Schokolade. Zu den Abnehmern gehören u. a. Nestlé. In den Standort auf der Veddel sind bisher 65 Millionen Euro investiert worden. Das Werk verarbeitet nach eigenen Aussagen 100.000 Tonnen Kakaobohnen jedes Jahr. Aufgrund der Geruchsentwicklung der Produktionsstätte gibt es seit Ende 2009 Widerstand gegen das Werk.

### Verkehr
Die Veddel ist von großer Bedeutung für den Durchgangsverkehr auf Straße und Schiene, denn in den Stadtteil führen zwei der Hamburger Elbbrücken: Die erste Norderelbbrücke wurde 1868–1872 für die Eisenbahnstrecke Harburg–Hamburg von der Köln-Mindener Eisenbahn-Gesellschaft gebaut. Sie wurde mehrfach erweitert und nimmt heute den Fern- und Regionalverkehr zum Hamburger Hauptbahnhof, den S-Bahn-Verkehr der Linien S3 und S5 sowie den Güterverkehr durch Hamburg auf.
Die erste Straßenbrücke wurde 1888 eingeweiht. 1960 wurde an der Brücke von beiden Seiten eine moderne Fachwerkbalkenbrücke angebaut, über die die Bundesstraßen 4 und 75 führen, die unmittelbar danach in die Bundesautobahn 255 übergehen. Der alte Brückenteil wurde früher für die Straßenbahn genutzt, er dient heute als Busspur und geht in den ehemaligen Straßenbahntunnel Veddel über, der eine niveaufreie Kreuzung von Straßenbahn und Straßenverkehr ermöglichte.
Die Freihafen-Elbbrücke, die direkt neben der Eisenbahnbrücke, aber bereits im benachbarten Stadtteil Kleiner Grasbrook liegt, diente ursprünglich nur dem Eisenbahn- und Straßenverkehr im Hamburger Freihafen, ist nach dem Ende des Freihafens aber frei zugänglich. Der S-Bahnhof Veddel liegt an der Harburger S-Bahn.

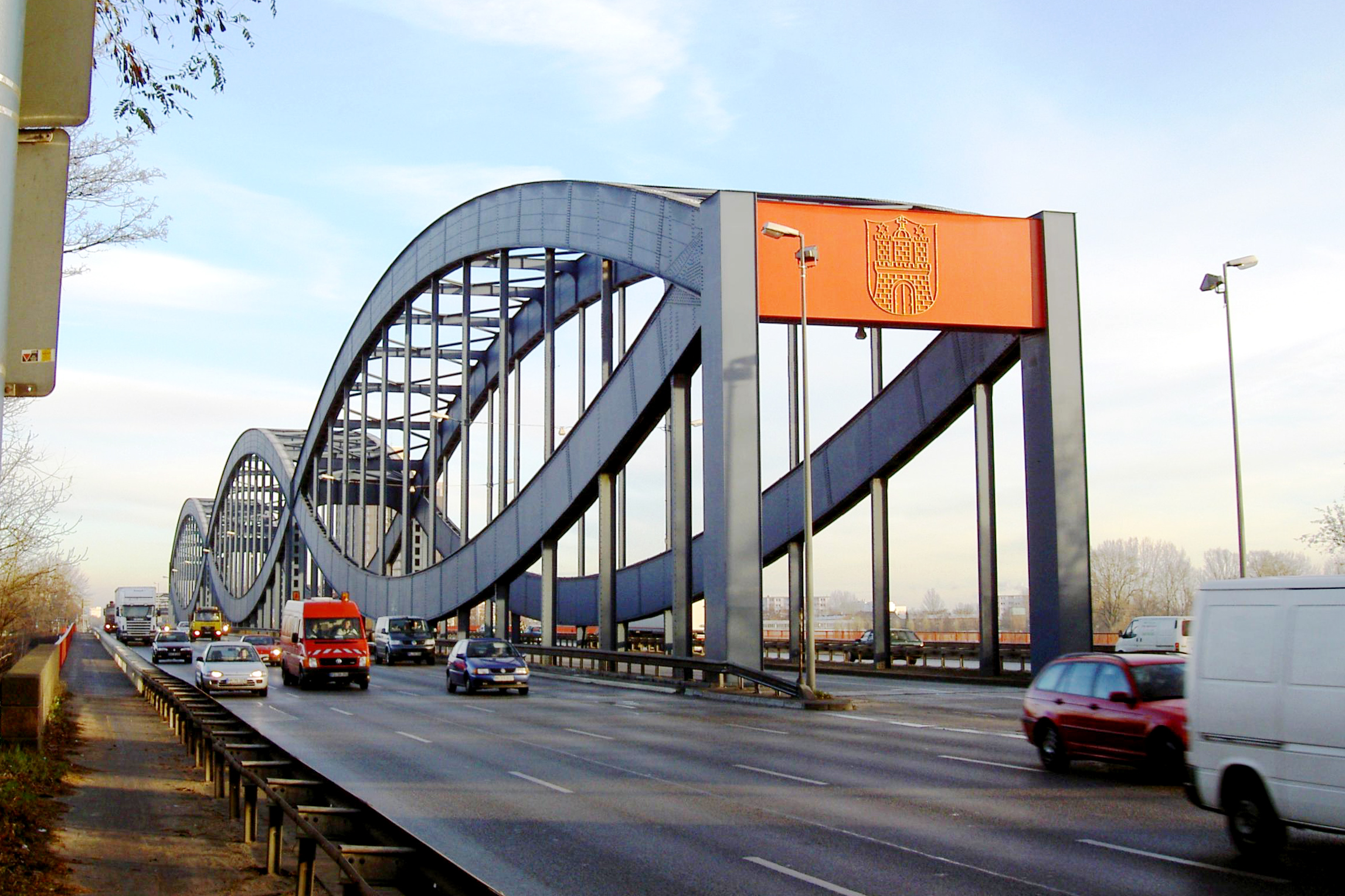
Die Straßenbrücke
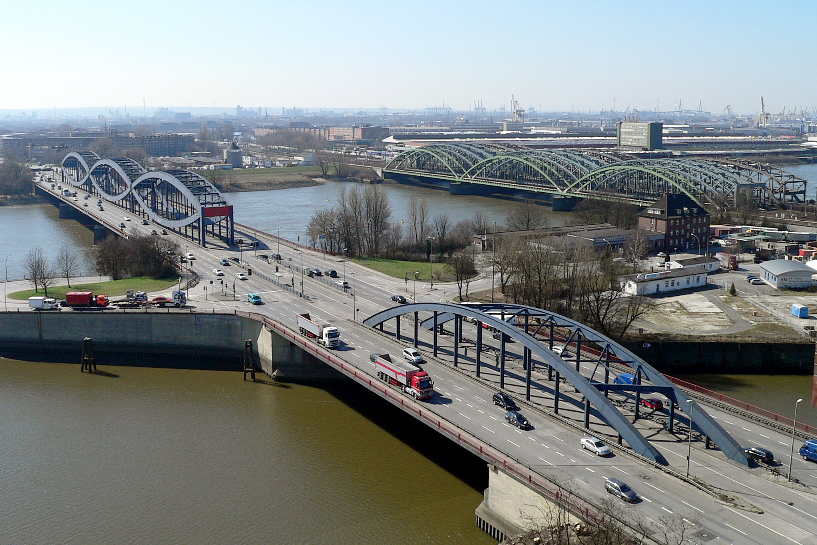
Die Norderelbbrücken mit der Veddel links im Hintergrund
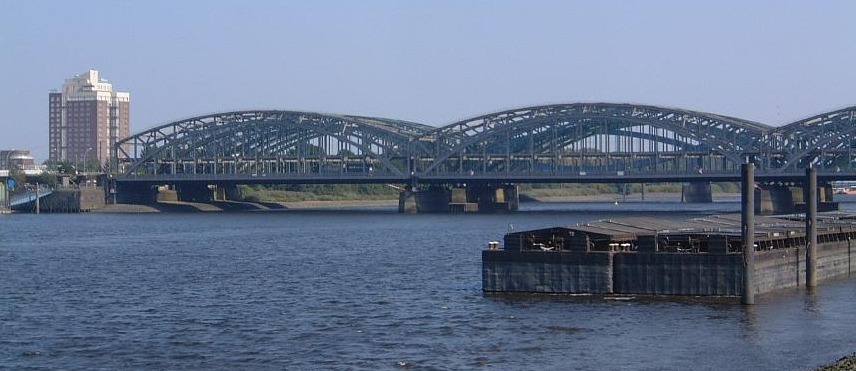
Die Freihafen- und die Eisenbahnbrücke

Am 23. September 1983 wurde die Gleichstrom-S-Bahn nach Harburg (Harburger S-Bahn) mit der neuen, nach Süden verlegten S-Bahn-Station Veddel (zuvor Haltepunkt) eröffnet. Seitdem besteht ein dichter und regelmäßiger Takt u. a. zum Hauptbahnhof bzw. nach Harburg.
Die Veddeler Brückenstraße, die das Wohngebiet diagonal durchschneidet, war bis Ende der 1980er-Jahre Teil der Bundesstraßen 4 und 75. Sie nahm seit 1950 den Verkehr zur Wilhelmsburger Reichsstraße auf, einer Schnellstraße nach Wilhelmsburg und weiter nach Harburg, die am Südrand des Stadtteils beginnt. Im Zuge der Anbindung der Schnellstraße an die Bundesautobahn 252 wurde die Veddeler Brückenstraße verkehrsberuhigt. Busse und der Durchfahrtsverkehr benutzen den Straßenzug Hovestieg – Am Zollhafen.
Im Zuge des Baus der U-Bahn-Linie 4 durch die Hamburger Hochbahn wurde auch eine Verlängerung über die Veddel nach Harburg diskutiert.

### Öffentliche Einrichtungen
Mit dem Zollamt Hamburg-Veddel bestand nach Westen hin einer der Zugänge zum Hamburger Freihafen, der am 1. Januar 2013 aufgehoben wurde.

### Bildung
Die Schule auf der Veddel (ehemals Schule Slomanstieg) ist eine Stadtteilschule mit zugehöriger Grund- und Vorschule. Dies ist die einzige Schule im Stadtteil.

## Persönlichkeiten
- Herbert Dau (1911–2000) war Politiker (SPD), Vorstandsvorsitzender und Präsident der Hamburgischen Bürgerschaft. Er wuchs auf der Veddel auf.

## Sonstiges
Die Veddelhose, eine Zunfthose mit Schlag, erlangte internationale Bekanntheit und wurde zuerst von einer hier ansässigen Schneiderei gefertigt.